# Сліпачок
Сліпачок, або сліпунець, або сліпушок (Ellobius Fischer, 1814) — рід гризунів родини щурові (Arvicolidae) з підряду мишовидих (Murimorpha).
Сліпачки з родів Ellobius і Bramus формують окрему трибу Ellobiusini Gill, 1872, яка займає найвідокремленіше місце в системі арвіколін і зберігає низку примітивних ознак, що зближують сліпачків з хом'яковими.

## Видовий склад

### Теперішні
Рід сліпачок представлений у сучасній фауні двома видами, один з яких поширений в межах території України:
- Ellobius talpinus Pallas — Сліпачок степовий — Іран, Казахстан, Росія, Туркменістан, Україна, Узбекистан
- Ellobius tancrei — Сліпачок східний — Китай, Казахстан, Монголія, Росія, Туркменістан, Узбекистан

### Колишні
Колишні представники роду:
- Bramus fuscocapillus — Сліпачок афганський — Афганістан, Іран, Пакистан, Туркменістан
- Bramus lutescens — Сліпачок гірський — Вірменія, Азербайджан, Іран, Ірак, сх. Туреччина